# Alejandro Valverde
Alejandro Valverde Belmonte (født 25. april 1980 i Las Lumbreras, Murcia) er en spansk tidligere professionel landevejsrytter. Det meste af sin karriere kørte han for Movistar Team. I 2025 blev han landstræner for det spanske herrerlandshold i landevejscykling.
I en alder af 27 år blev han udråbt til en af de mest talentfulde cykelrytter af sin generation. Valverde var en alsidig rytter, idet han kombinerede flere talenter: Valverde var en god bjergrytter, og kørte en fornuftig enkeltstart og blev ofte blevet betragtet som en af favoritterne til at vinde en af de tre årlige Grand Tour-løb.

## Biografi
Valverde kommer fra en cykelfamilie: hans far, Juan Valverde senior, var en amatørcykelrytter, da han var yngre, og introducerede sine sønner til sporten. Alejandros første løb var i Jumilla i hans hjemregion, Murcia. Han blev nummer to, og det siges, at det var den eneste gang, han ikke vandt et cykelløb i alle de løb han deltog i, i perioden fra han var 11 til 13 år gammel. Det gav ham tilnavnet El Imbatido (Den ubesejrede).

### Amatørkarriere
Gennem sin gode kørsel fik Valverde et tilbud om at køre for eliteamatørholdet Banesto, baseret i Navarra et stykke fra hans hjem. Han flyttede til udviklingsholdet Kelme og blev trænet af Francisco Moya, en træner Valverde har givet det meste af æren for sine cykelevner. Kelme lovede ham også, at han kunne flytte til deres professionelle hold, hvis han viste gode resultater. Ved slutningen af sin første sæson med Kelmes amatørhold, flyttede de ham til deres professionelle hold.[kilde mangler]

### Professionel karriere
Valverde blev professionel i 2000, da han blev hentet til Kelmes professionelle hold. Han blev med dem til slutningen af 2004-sæsonen, da det blev klart, at Kelme ikke fik en UCI ProTour-licens. I stedet skiftede han til Illes Balears.[kilde mangler]
Under tiden med Kelme fik han et gennembrudsår i 2003 i Vuelta a España, hvor han vandt to etaperog sluttede som nummer tre i den samlede stilling. Han vandt også Majorca Challenge det år, og sluttede sæsonen med en andenplads i verdensmesterskaberne.
I 2004 besluttede han at blive hos Kelme trods holdets økonomiske problemer og tilbud fra andre hold. Han blev skadet i et styrt i Vuelta a España og blev nødt til at skyde en hvid pil efter sine ambitioner i løbet. Til slut underskrev han en kontrakt med Illes Balears-holdet i slutningen af 2004.[kilde mangler]
I 2005 vandt Valverde tiende etape af Tour de France foran Lance Armstrong, som han slog i spurten i Courchevel i Alperne (2000m – kategori 1). Efter 12. etape lå han nummer fem i den samlede stilling, 3 minutter og 16 sekunder efter Lance Armstrong. Han førte også ungdomskonkurrencen med en føring på 3 minutter og 9 sekunder til Armstrongs holdkammerat Yaroslav Popovych. Dog blev Valverde tvunget til at udgå fra løbet under 13. etape på grund af en knæskade. Valverde nåede knapt nok at blive klar til UCI verdensmesterskaberne i Madrid, Spanien. Holdets kaptajn, Óscar Freire pådrog sig en skade, og dermed blev Valverde forfremmet til kaptajn under løbet, trods hans manglende forberedelse. Han endte dog som toer bag Tom Boonen.
I 2006 vandt Valverde en etape i Baskerlandet Rundt, hvor han også vandt pointkonkurrencen og en samlet andenplads. Han vandt efterfølgende en prestigefyldt "double" i forårsklassikerne, idet han vandt La Flèche Wallonne, og fire dage senere tog han også Liège-Bastogne-Liège. Efterfølgende vandt Valverde en etape i Romandiet Rundt, hvor han også blev nummer tre samlet. Valverde planlagde også udfordre i Tour de France 2006, og han har ligeledes udtalt, at han håber, at han kan vinde løbet i fremtiden. Han tog til Pinarello-cykelfabrikken i Treviso, Italien for at optimere sine enkeltstartsever. Faktisk startede han som en af favoritterne[kilde mangler] i 2006-udgaven af Touren efter Ivan Basso og Jan Ullrichs suspendering umiddelbart før løbet. Valverde styrtede dog på tredje etape, og måtte forlade løbet på grund af brækket kraveben. Hans ambition om at vinde et Grand Tour-løb måtte derfor vente til Vueltaen senere det år.
Valverde gik ind i 2006-Vueltaen som topfavorit. Siden han ikke havde kørt hele Tour de France var han i bedre form end nogle af de andre kandidater til sejren: Mensjov (forsvarende mester) og Carlos Sastre sluttede begge i top 10 i Tour de France 2006 og det ventedes, at de begge var en smule trætte. Valverde vandt syvende etape og dominerede i bjergene, og det gav ham den gyldne førertrøje efter niende etape. Valverde tabte dog trøjen på grund af Alexander Vinokourovs aggressive køremåde.[kilde mangler] Under den sidste enkeltstart tabte Valverde igen tid til Vinokourov og blev nødt til at tage til takke med en andenplads i den samlede stilling, hans anden podieplads i et Grand Tour-løb. Efter den imponerende kørsel i Vueltaen vandt Valverde endnu en stor sejr – den samlede sejr i UCI ProTour 2006,[kilde mangler] da der stadig var flere store løb tilbage – men Valverdes forspring var for stort til at blive indhentet.
Ved verdensmesterskaberne i 2006 blev Valverde set som en favorit.[kilde mangler] Han vandt dog ikke, men sluttede som treer og tog bronzemedaljen.
Han startede 2007 stærkt og vandt det samlede klassement ved Volta a la Comunitat Valenciana og Vuelta a Murcia. På fjerde etape af Vuelta a Murcia vandt Valverde sin første enkeltstart.
I maj 2009 fik Valverde karantæne fra at deltage i cykelløb i Italien. Den 31. maj 2010 blev dommen udvidet, Valverde blev idømt en global karantæne på 2 år, grundet sin indblanding i Operation Puerto. Dommen var gældende fra 1. januar 2010. Hans resultater fra 2010 blev dog ikke slettet.
Valverde genoptog karrieren som professionel cykelrytter i 2012, efter karantænen var udløbet. Han har opnået at vinde flere etapesejre i Grand Tours og er sluttet blandt top-3 i klassementet i mindst en af de tre Grand Tours fra 2012 til 2016. Han vandt Vuelta a Andalucía i 2012, 2013, 2014 og 2016, og har vundet klassiske løb som Liège-Bastogne-Liège i 2015, La Flèche Wallonne fra 2014 til 2016. Han var vinder af UCI World Tour i 2014 og 2015. Han blev spansk mester i landevejscykling i 2015 og i enkeltstart i 2014. I februar 2017 vandt han sit 100. sejr, da han vandt Ruta del Sol.

## Grand Tour-resultater i klassementet
| Grand Tour | 2002 | 2003 | 2004 | 2005 | 2006 | 2007 | 2008 | 2009 | 2010 | 2011 | 2012 | 2013 | 2014 | 2015 | 2016 |
| ---------- | ---- | ---- | ---- | ---- | ---- | ---- | ---- | ---- | ---- | ---- | ---- | ---- | ---- | ---- | ---- |
| Giro       | —    | —    | —    | —    | —    | —    | —    | —    | —    | —    | —    | —    | —    | —    | 3    |
| Tour       | —    | —    | —    | WD   | WD   | 5    | 9    | —    | —    | —    | 20   | 8    | 4    | 3    | 6    |
| Vuelta     | WD   | 3    | 4    | —    | 2    | —    | 5    | 1    | —    | —    | 2    | 3    | 3    | 7    | 12   |

Forklaring: — = Deltog ikke; WD = Gennemførte ikke; IP = I gang